# Sneem

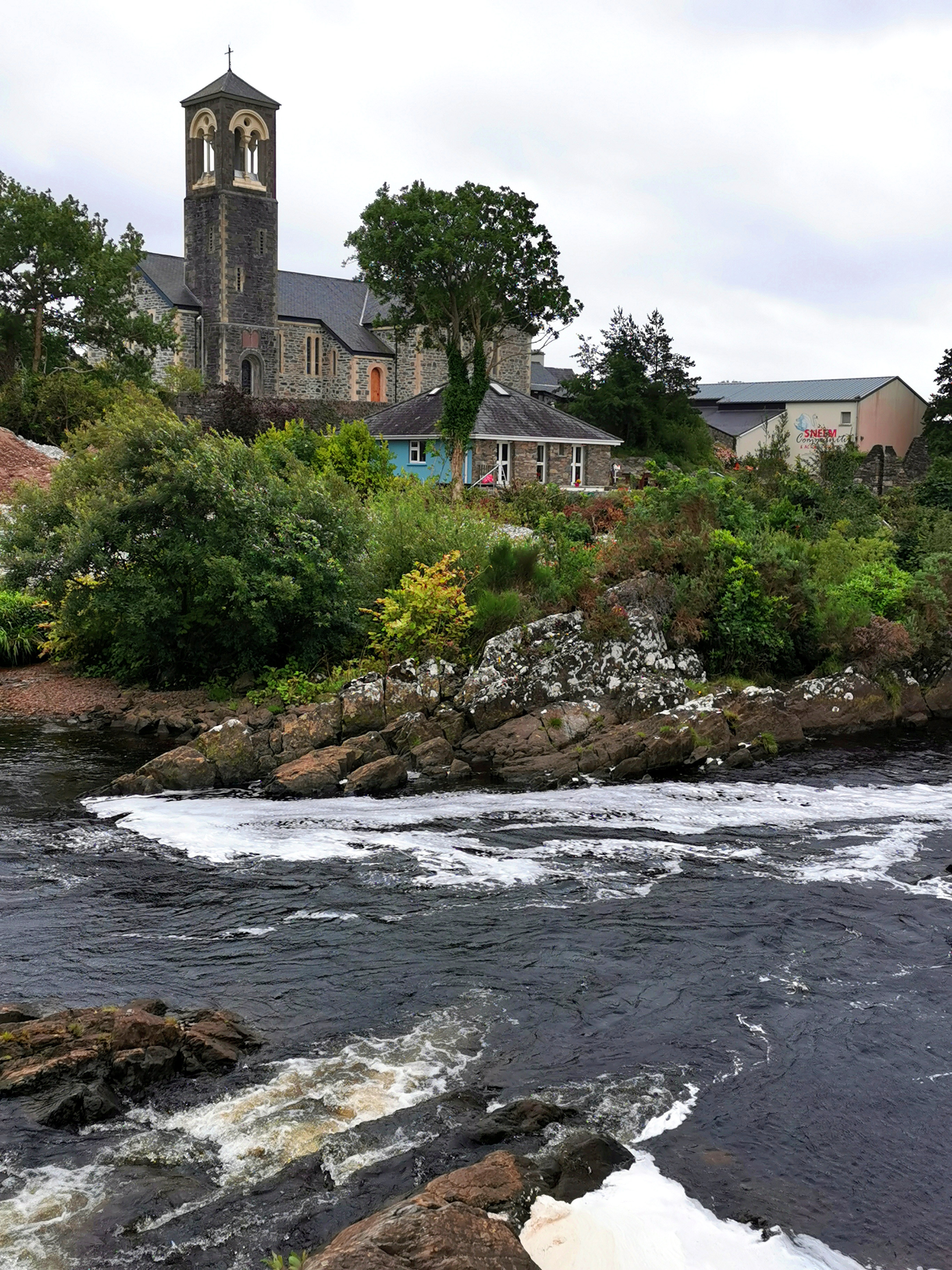
Chiesa di St. Michael e fiume Sneem

Sneem (in irlandese An tSnaidhm) è un villaggio situato sulla penisola di Iveragh (parte del Ring of Kerry), nella contea di Kerry, nel sud-ovest dell'Irlanda. Si trova sull'estuario del fiume Sneem. La strada nazionale N70 attraversa la città.
Il villaggio si trova nell'area elettorale del Kerry meridionale e occidentale del Consiglio della contea di Kerry e nel collegio elettorale del Dáil Éireann di Kerry.

## Origini del nome
Il nome del villaggio in irlandese An tSnaidhm significa "il nodo" in inglese. Sono state ipotizzate diverse spiegazioni del nome:
- Una è relativa al fatte che si dice che un vortice simile a un nodo abbia luogo dove il fiume Sneem incontra le correnti della baia di Kenmare nell'estuario, appena sotto il villaggio.
- Un'altra osserva che il villaggio di Sneem comprende due piazze, nord e sud. Un ponte al centro del paese, visto dall'alto, fa da nodo tra le due piazze.[4]
- Una spiegazione meno comune è che Sneem sia il nodo dello scenografico Ring of Kerry.

## Storia
Un dizionario topografico dell'Irlanda, pubblicato da Samuel Lewis nel 1837, afferma che all'epoca Sneem consisteva in un porto, un insieme di case, una chiesa, una cappella e una "forza di polizia".
L'ex presidente francese Charles de Gaulle visitò Sneem nel maggio 1969 e un monumento a lui dedicato si trova ora nella piazza nord del villaggio.
Un libro, Sneem, The Knot in the Ring, racconta la storia della zona. Nel 2000 è stata sepolta una capsula del tempo nel centro della città, che sarà aperta nel 2100.